# デッカー (護衛駆逐艦)
| USS デッカー DE-47 |                                                                                        |
| 艦歴               |                                                                                        |
| 発注:              |                                                                                        |
| 起工:              | 1942年4月1日                                                                           |
| 進水:              | 1942年7月24日                                                                          |
| 竣工:              | 1943年5月3日                                                                           |
| 退役:              | 1945年8月28日                                                                          |
| 除籍:              | 1945年8月28日                                                                          |
| その後:            | 中華民国へ譲渡、「太平」として就役後の1954年11月14日に中国人民解放軍の魚雷艇により撃沈 |
| 性能諸元           |                                                                                        |
| 排水量:            | 1,140トン                                                                              |
| 全長:              | 289 ft 5 in                                                                            |
| 全幅:              | 35 ft 1 in                                                                             |
| 吃水:              | 8 ft 3 in                                                                              |
| 機関:              |                                                                                        |
| 最大速:            | 19ノット                                                                               |
| 航続距離:          |                                                                                        |
| 乗員:              | 士官15名、兵員183名                                                                    |
| 兵装:              | 3インチ砲3基、1.1インチ砲4基、20mm機銃9基                                              |

デッカー (USS Decker, DE-47) は、アメリカ海軍のエヴァーツ級護衛駆逐艦の一隻。艦名はエルネスト・エルデン・デッカーに因む。戦後中華民国海軍に引き渡され太平として就役、 1954年11月14日に中国人民解放軍の魚雷艇により撃沈された。

## 艦歴
デッカーは1942年4月1日にペンシルベニア州フィラデルフィア海軍工廠で起工。1942年7月24日に進水し、1943年3月4日に就役した。元々はBDE-47としてイギリスにレンドリースされる予定だった。
デッカーは1943年8月から1945年8月まで北米から地中海に至る航路で船団護衛の任務に就き、1944年5月のUGS-40船団（旗艦：巡視船キャンベル）の護衛任務ではドイツ空軍の爆撃機及びUボート（U967、U616）の攻撃から船団を護衛することに成功した。
第二次世界大戦終結直後の1945年8月28日に中華民国にエヴァーツ級護衛駆逐艦ワイフェルスとともに貸与（後に譲渡）、太平（DE-22）（タイピン）に改名。1946年に永興（旧アメリカ海軍PCE-842級警備艇）、中業及び中建（旧アメリカ海軍LST型揚陸艦）を率いて南沙諸島及び西沙諸島への進駐を行い、南沙諸島のイツアバ島は同艦にちなんで太平島と命名された。
1949年10月25日から27日の古寧頭戦役では金門島沖に駆けつけ、守備隊とともに侵攻してきた中国人民解放軍を殲滅する活躍を見せ、1951年2月13日には八重山諸島沖で海上封鎖任務中に中国大陸に向うノルウェー船籍の貨物船ホイ・フーを拿捕・拘束した。1954年4月初頭にチェコ船籍のユリウス・フチーク号が中国大陸が向かうという情報を得て駆逐艦丹陽（旧日本海軍駆逐艦雪風）とともに拿捕のために出撃したが発見できず空振りに終わった。1954年4月27日に大康（旧ワイフェルス）とともに台湾海峡を航行中に人民解放海軍の広州（旧英キャッスル級コルベット・ボーマンヴィル）、開封（旧英フラワー級コルベット・クローバー）、南昌（旧日本海軍砲艦宇治）、長沙（旧日本海軍海防艦第118号）と遭遇し交戦した。
1954年11月14日午前1時半に大陳島沖において哨戒中に人民解放軍海軍の魚雷艇155号、156号、157号、158号の魚雷攻撃を受け撃沈された。艦首部に命中したので犠牲者は28名と少なかった。撃沈後、中国青年反共救国団によって「建艦復仇運動」として代わりの艦艇の献納運動が行われ、日本製魚雷艇2隻を購入した。

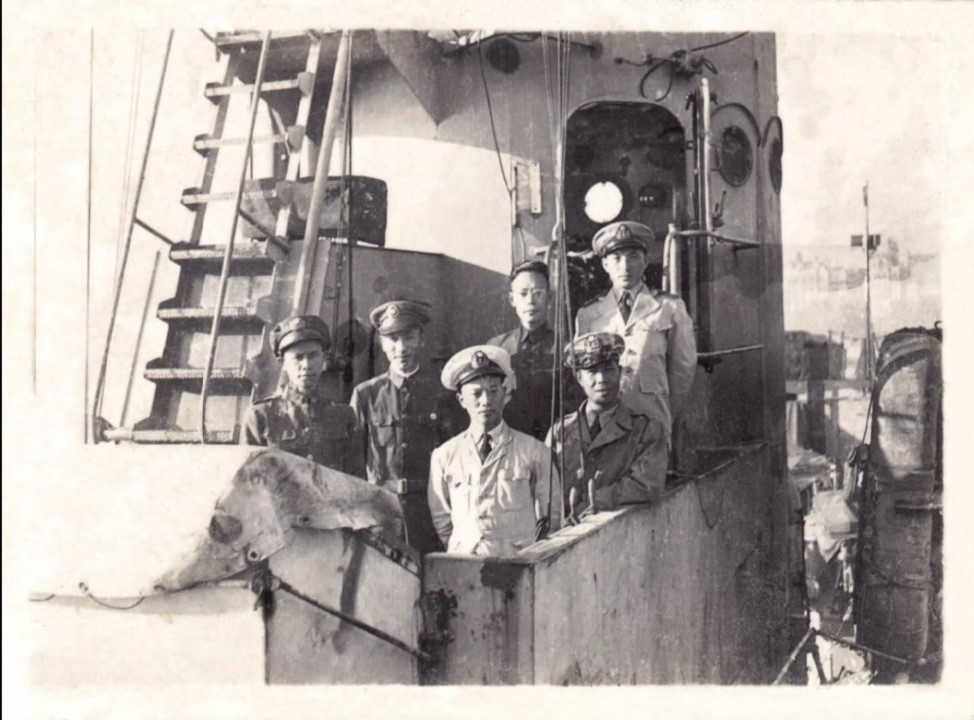
太平号の乗組員（1946年8月）
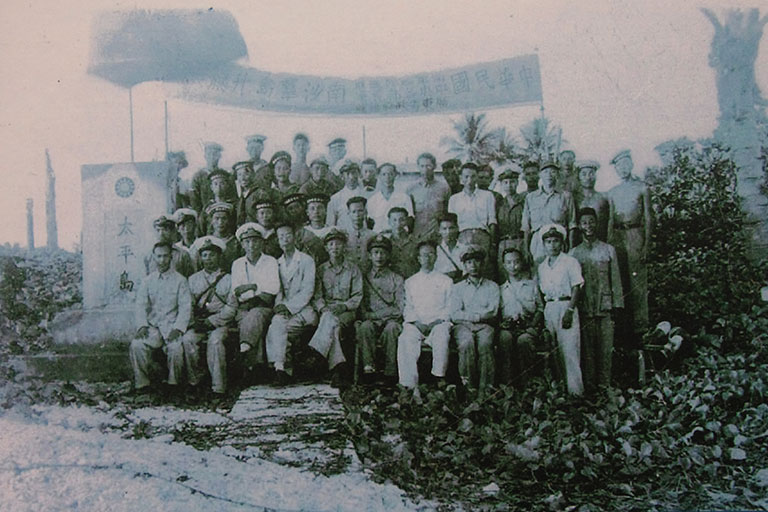
太平島へ進駐した太平号の上陸部隊（1946年12月）